# 세자가 사라졌다
《세자가 사라졌다》는 2024년 4월 13일부터 2024년 6월 16일까지 방송했던 MBN 토일 드라마였다.

## 프로그램 소개
조선을 배경으로 왕세자가 세자빈이 될 여인에게 보쌈을 당하면서 벌어지는 두 청춘 남녀에 대한 사극 로맨틱 코미디 드라마

## 제작진

### 극본
- 김지수
- 박철

### 연출
- 김진만

## 등장 인물

### 주요 인물
- 수호: 세자 이건(남) 역 - 해종의 장자, 세자. 해종의 죽은 본 부인 장 씨 소생의 장남. 아버지 해종이 반정으로 보위에 오르자 왕세자에 책봉되었다.
- 홍예지: 최명윤(여) 역 - 최상록의 딸, 예비 세자빈. 왕실과 최상록의 합의 하에 세자빈으로 내정되었다.
- 명세빈: 대비 민씨(여) 역 - 대비, 전전대 왕의 두 번째 중전. 본명은 민수련.
- 김주헌: 최상록(남) 역 - 내의원의 수장인 정(正)이자, 어의. 명윤의 아버지.
- 김민규: 도성 대군(남) 역 - 세자 이건의 이복 동생, 해종의 두 번째 부인 중전 윤 씨의 큰아들.
- 유세례: 중전 윤 씨(여) 역 - 해종의 두 번째 부인, 도성 대군의 생모. 세자 이건의 생모였던 첫 부인이 죽고 해종이 새로 맞은 부인.

### 주변 인물
- 전진오: 해종(남) 역 - 조선의 왕이자 세자&도성대군의 아버지. 현 임금. 이건과 도성 대군의 아버지.
- 차광수: 윤이겸(남) 역 - 중전의 아버지이자 죄의정, 중전 윤 씨의 친정아버지. 반정을 일으켜 해종을 왕위에 올린 1등 공신.
- 김설진: 갑석(남) 역 - 세자궁 별감, 세자의 동무. 이건의 유모 아들.
- 박성연: 김 상궁(여) 역 - 대비전 상궁, 대비 민 씨가 사가에서부터 데리고 들어온 최측근.
- 손종범: 윤정대(남) 역 - 한성 판윤이자, 중전 윤 씨의 일가.
- 서재우: 무백(남) 역 - 최상록의 오른팔이자 호위무사
- 김노진: 오월이(여) 역 - 명윤의 몸종이자 동무, '철부지 아씨는 내가 지킨다!'는 사명감으로 똘똘 뭉친 명윤의 보디가드이자 비서.
- 헤이든 원: 철두(남) 역 - 도성대군의 몸종, 저자거리 왈패 출신. 도성의 심부름꾼.
- 정윤서: 조 상궁(여) 역 - 중궁전 상궁, 중전 윤 씨가 사가에서 데리고 온 본방상궁.
- 김성현: 한상수(남) 역 - 동궁전 내관, 이건이 잠행을 나가면 그를 대신해 세자 역할을 하곤 할 정도로 이건에겐 없어선 안 될 측근 중의 측근.
- 김태근: 김대승(남) 역 - 사간
- 박기덕: 상선(남) 역 - 대전 내관
- 최종윤: 중영(남) 역 - 내금위장
- 남경읍: 문형 대감(남) 역 - 세자의 외조부이자 남인의 거목
- 신준철: 이국주(남) 역 - 부제학
- 최미정: 오 상궁(여) 역

### 기타 인물
- 김병옥: 거우 역
- 미상: 기미하던 상궁 역
- 미상: 허진수 역
- 미상: 광창대군 역(†)
- 미상: 무당 역
- 안석환: 석종 역
- 미상: 겸사복장 역
- 미상: 저격수 역
- 미상: 최명윤의 친모 역(†)

## 시청률
최저 시청률과 최고 시청률은 시청률 조사회사와 지역별로 시청률에 차이가 있을 수 있습니다.
| 2024년 | 2024년   | 2024년         | 2024년       | 2024년 |
| 회차   | 방송일   | AGB 시청률     | AGB 시청률   |        |
| 회차   | 방송일   | 대한민국(전국) | 서울(수도권) |        |
| ------ | -------- | -------------- | ------------ | ------ |
| 제1회  | 4월 13일 | 0.9%           | -            |        |
| 제1회  | 4월 13일 | 1.5%           | -            |        |
| 제2회  | 4월 14일 | 1.0%           | -            |        |
| 제2회  | 4월 14일 | 1.1%           | -            |        |
| 제3회  | 4월 20일 | 1.2%           | -            |        |
| 제3회  | 4월 20일 | 2.6%           | 2.4%         |        |
| 제4회  | 4월 21일 | 1.9%           | 1.7%         |        |
| 제4회  | 4월 21일 | 2.5%           | 2.1%         |        |
| 제5회  | 4월 27일 | 1.6%           | -            |        |
| 제5회  | 4월 27일 | 2.8%           | 2.2%         |        |
| 제6회  | 4월 28일 | 1.5%           | -            |        |
| 제6회  | 4월 28일 | 2.4%           | 1.8%         |        |
| 제7회  | 5월 4일  | 2.1%           | 1.6%         |        |
| 제7회  | 5월 4일  | 2.3%           | 1.8%         |        |
| 제8회  | 5월 5일  | 3.3%           | 3.3%         |        |
| 제8회  | 5월 5일  | 3.6%           | 3.5%         |        |
| 제9회  | 5월 11일 | 2.6%           | 2.0%         |        |
| 제9회  | 5월 11일 | 3.2%           | 3.0%         |        |
| 제10회 | 5월 12일 | 3.0%           | 2.4%         |        |
| 제10회 | 5월 12일 | 2.9%           | 2.3%         |        |
| 제11회 | 5월 18일 | 3.1%           | 2.7%         |        |
| 제11회 | 5월 18일 | 3.8%           | 3.3%         |        |
| 제12회 | 5월 19일 | 3.6%           | 3.3%         |        |
| 제12회 | 5월 19일 | 3.8%           | 3.9%         |        |
| 제13회 | 5월 25일 | 2.3%           | 1.8%         |        |
| 제13회 | 5월 25일 | 2.9%           | 2.7%         |        |
| 제14회 | 5월 26일 | 3.7%           | 3.4%         |        |
| 제14회 | 5월 26일 | 3.6%           | 3.2%         |        |
| 제15회 | 6월 1일  | 3.0%           | 2.8%         |        |
| 제15회 | 6월 1일  | 3.5%           | 3.1%         |        |
| 제16회 | 6월 2일  | 3.5%           | 3.1%         |        |
| 제16회 | 6월 2일  | 3.9%           | 3.8%         |        |
| 제17회 | 6월 8일  | 3.3%           | 3.1%         |        |
| 제17회 | 6월 8일  | 4.4%           | 4.0%         |        |
| 제18회 | 6월 9일  | 4.1%           | 3.6%         |        |
| 제18회 | 6월 9일  | 4.5%           | 4.5%         |        |
| 제19회 | 6월 15일 | 3.5%           | 3.1%         |        |
| 제19회 | 6월 15일 | 4.2%           | 3.8%         |        |
| 제20회 | 6월 16일 | 4.5%           | 4.4%         |        |
| 제20회 | 6월 16일 | 5.0%           | 4.8%         |        |

## 참고 사항
- 기존 첫 방송 날짜가 2024년 3월 9일이었으나 더욱 탄탄하고 높아진 완성도로 안방 극장을 찾기 위해 첫 방송 편성을 2024년 4월 13일로 편성 변경되었다.

## 같이 보기
- 대한민국의 텔레비전 드라마 목록 (ㅅ)
- 2024년 대한민국의 텔레비전 드라마 목록